# Messier 34
Messier 34 (také M34 nebo NGC 1039 ) je otevřená hvězdokupa v souhvězdí Persea.
Je vzdálena přibližně 1 400 světelných let od Země a poprvé ji pozoroval v roce 1654 Giovanni Batista Hodierna.

## Pozorování

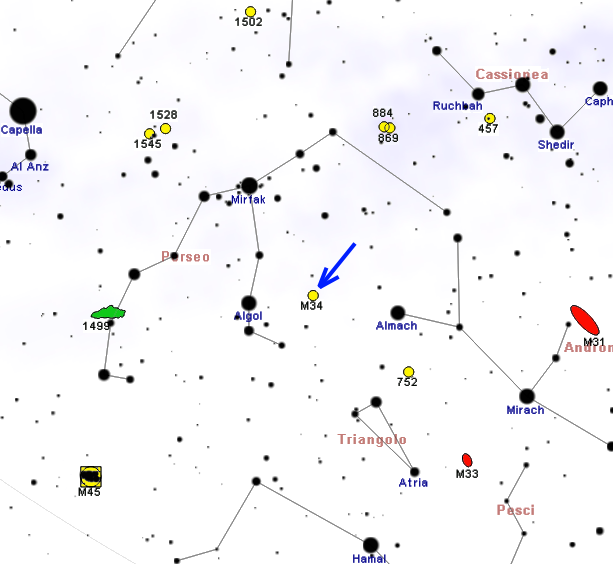
Poloha M 34 v souhvězdí Persea

M34 je možné jednoduše najít zhruba v polovině vzdálenosti mezi hvězdami Almach (γ And) a Algol (β Per), obě jsou známé hvězdy 2. magnitudy. Hvězdokupa je pod průzračnou tmavou oblohou viditelná i pouhým okem. Pomocí triedru 10x50 je možné v ní rozlišit několik hvězd 7. a 8. magnitudy. Dalekohled o průměru 114 mm a větším hvězdokupu zcela rozloží na desítky hvězd seřazených do řetězců. Ve větších dalekohledech je potřeba hvězdokupu pozorovat při nejmenším zvětšení, jinak se nevejde celá do zorného pole.
4° západně od hvězdokupy se nachází galaxie NGC 891.
Hvězdokupu je možné pozorovat z obou zemských polokoulí, i když její severní deklinace značně zvýhodňuje její pozorovatele na severní polokouli, kde během letních a podzimních nocí vychází vysoko na oblohu, zatímco na jižní polokouli v oblastech více vzdálených od rovníku vychází pouze nízko nad severní obzor. Přesto je tedy pozorovatelná ze všech obydlených oblastí Země. Nejvhodnější období pro její pozorování na večerní obloze je od června do listopadu.

## Historie pozorování
Hvězdokupu objevil Giovanni Batista Hodierna před rokem 1654 a Charles Messier ji přidal do svého katalogu v roce 1764 s tímto popisem: "Kupa malých hvězd mezi hlavou Medůzy (Algol) a levou nohou Andromedy, téměř na stejné rovnoběžce s γ And, obyčejným dalekohledem dlouhým 3 stopy je možné rozeznat některé hvězdy. Její poloha je určena podle hvězdy β Per (Algol), hlavy Medůzy."

## Vlastnosti
M34 se nachází ve vzdálenosti přibližně 1 400 světelných let od Země a tvoří ji stovka hvězd. Na jihovýchodním okraji se nachází hvězda s magnitudou 7,3, která není členem hvězdokupy. Nejjasnější členové hvězdokupy jsou osmé magnitudy. Její odhadované stáří je přibližně 180 milionů let.
Zdánlivý průměr hvězdokupy je 35', tomu odpovídá skutečný průměr přibližně 24 světelných let.